# Hiroshi Miyazawa
Hiroshi Miyazawa (宮澤 浩 Miyazawa Hiroshi?), född 22 november 1970 i Hokkaido prefektur, är en japansk före detta fotbollsspelare.
Miyazawa började sin karriär 1993 i JEF United Ichihara. Efter JEF United Ichihara spelade han för Bellmare Hiratsuka och Sanfrecce Hiroshima.